# Злотово (Іновроцлавський повіт)
Злотово (пол. Złotowo) — село в Польщі, у гміні Крушвиця Іновроцлавського повіту Куявсько-Поморського воєводства.
Населення — 61 особа (2011).
У 1975-1998 роках село належало до Бидгощського воєводства.

## Демографія
Демографічна структура станом на 31 березня 2011 року:
|          | Загалом | Допрацездатний вік | Працездатний вік | Постпрацездатний вік |
| -------- | ------- | ------------------ | ---------------- | -------------------- |
| Чоловіки | 32      | 9                  | 22               | 1                    |
| Жінки    | 29      | 6                  | 17               | 6                    |
| Разом    | 61      | 15                 | 39               | 7                    |